# Купола (модул МСС)
Купола је модул за опсервацију Међународне свемирске станице (МСС) који је направила Европска свемирска агенција (ЕСА). Поседује седам велики прозора које чланови посаде станице користе за експерименте, за управљање роботском руком током свемирских шетњи или пристајања бородова за снабдевање, као и за посматрање и фотографисање Земље. Модул је лансиран у теретном простору спејс-шатла 8. фебруара 2010. године, мисија СТС-130, и спојен са модулом Тренквилити (енгл. Tranquility). Након уградње Куполе степен завршетка МСС попео се на 85%. Централни кружни прозор Куполе је пречника 80 cm и највећи је прозор икада послат у свемир.

## Преглед
Купола представља простор за рад и манипулисање роботском руком станице, као и за опсервацију Земље, других небеских објеката и летелица које пристају са станицом. Име модула води порекло од италијанске речи cupola. Развој модула започела је НАСА у сарадњи са компанијом Боинг, али је рад на модулу прекинут након смањења буџета. Уговором који су касније (1998. године) потписале агенције НАСА и ЕСА договорено је да развој модула настави Европска свемирска агенција. Космонаути који живе и раде на МСС изјавили су да им је овај модул веома битан јер су пре њега „напоље“ могли да гледају само кроз мале прозоре на руским модулима, или кроз прозор пречника 50 cm на америчкој лабораторији Дестини. Купола је смештена на надир страну модула Тренквилити. Због свог изгледа и конфигурације прозора, Купола се често упређује са кокпитом Миленијумског сокола из серијала Звездани ратови.

## Уградња
Купола је лансирана у теретном простору орбитера Ендевор, током мисије спејс-шатла СТС-130, 8. фебруара 2010. године. Била је спојена са предњим крајем модула Тренквилити током лансирања, а касније је премештена на надир страну (ону која гледа ка Земљи) овог модула роботском руком Канадарм2. Ове две компоненте су једне од последњих великих компоненти које су уграђене на амерички сигмент МСС.
Агенција ЕСА је власништво над модулом 7. јула 2005. године пренела агенцији НАСА, у замену за превоз европских астронаута до МСС америчким спејс-шатлом.

## Спецификације
- Укупна висина: 1,5 m
- Максимални пречник: 2,95 m
- Маса на Земљи: 1.805 kg
- Маса у орбити: 1.880 kg
- Купола: ковани Al 2219-T851
- Прозори: спојено силицијумско и боросиликатно стакло
- Поклопци: DuPont кевлар/3M Nextel плоче
- Напајање: 120 V
- Централни прозор: 80 cm у пречнику
- Контрола температуре: позлаћена Каптон вишеслојна изолација

## Галерија
- Купола у теретном простору Ендевора
- Поглед на Куполу са затвореним капцима кроз „рибље око“ објектив
- Поглед на Сахару прозоре Куполе
- Астронаути управљају роботском руком из Куполе
- Посада станице посматра Земљу из Куполе
- Трејси Колдвел Дајсон посматра Земљу из Куполе
- Осветљена Купола изнад мрачне Земље
- Поглед на Куполу са затвореним капцима
- Астронаут Бери Вилмор одмара унутар Куполе